# 国家竞争优势
国家竞争优势，又称国家竞争优势钻石理论（英語：Michael Porter's National Diamond）、鑽石模型理論、钻石理论、钻石模型，由哈佛大学商学院教授迈克尔·波特在其代表作《国家竞争优势》（The Competitive Advantage of Nations）中提出，属于国际贸易理论之一。国家竞争优势理论既是基于国家的理论，也是基于公司的理论。国家竞争优势理论试图解释如何才能造就并保持可持续的相对优势。

## 原理
根据HO理论，多数国家必定会有相对优势。如果国家在某一产品上的相对优势不是可持续的，那么这一相对优势就不是这个国家的竞争优势。
波特的鑽石模型理論中產業發展要均衡的六大面向有：
1. ：土地（包括自然资源）、資本、勞力、教育水準，國家基礎建設品質等。这些要素条件，有些是自然因素，另一些则是政府可以发挥作用的地方。
2. 需求条件：国内市场是否足够大。多数公司首先的目标是着重于满足国内市场的需要。如果国内市场很小，公司很难开发出新产品。
3. 廠商戰略・結構及競爭：国内的竞争环境造就了公司在国际上的竞争能力。
4. 相關及周邊產業：波特聚类自然形成。
5. 政府
6. 機運

## 例子
波特的理论已经指导了新西兰和其他地方国家竞争力的重新评估。他的观点和亲身参与研究形成了一些国家和地区的战略，上百种集群战略已经在全球遍地开花了。在激烈的全球竞争时代，该开拓性的研究已经成为衡量未来所有工作必需的标准。
加拿大联邦政府花了几千万请迈克尔·波特研究加拿大应当如何有国家竞争优势。